# Daniel Yaw Adjei
Daniel Yaw Adjei (10 de novembre de 1989, Dansoman) és un futbolista ghanès que des del 2008 juga pel Liberty Professionals FC.